# Vestrogotia
Vestrogotia (en sueco: Västergötland; en latín: Westrogothia; en nórdico antiguo: Wæstragœtland) es una provincia histórica (landskap) suroccidental de Suecia. Está situada en la región de Gotia. En la actual organización territorial de Suecia está contenida casi totalmente en la provincia de Gotia Occidental, con la excepción de los municipios de Habo y Mullsjö que pertenecen administrativamente a la provincia de Jönköping.
El nombre de la actual provincia de Västra Götaland en sueco significa literalmente «Gotia Occidental», donde a su vez Gotia o Gautlandia significa «tierra de los gautas». Los gautas eran una antigua tribu escandinava que se repartía el territorio del sur de Suecia con los godos.
Limitaba con las provincias históricas de Bahusia, Dalia, Vermelandia, Nericia, Ostrogotia, Esmolandia y Halland. Vestrogotia incluía (y estaba parcialmente delimitada) por dos de los mayores lagos suecos, el Vänern y el Vättern, y por el oeste daba a una pequeña franja del mar del Norte en el estrecho de Kattegat.

## Ciudades
Las ciudades que están dentro del territorio de la provincia, con su fecha en la que adquirieron el estatus de ciudad, son:
- Alingsås (1619)
- Borås (1622)
- Falköping (aproximadamente 1200)
- Gotemburgo (1621)
- Hjo (aproximadamente 1400)
- Lidköping (1446)
- Mariestad (1583)
- Mölndal (1922)
- Skara (aproximadamente 988)
- Skövde (aproximadamente 1400)
- Tidaholm (1910)
- Trollhättan (1916)
- Ulricehamn (aproximadamente 1400)
- Vänersborg (1644)